# El cartero siempre llama dos veces (película de 1946)
El cartero siempre llama dos veces (título original: The Postman Always Rings Twice) es una película estadounidense de cine negro, de 1946, basada en la novela homónima escrita por James M. Cain en 1934. Dirigida por Tay Garnett, y adaptada por George Bassman y Erich Zeisl, la película está protagonizada por John Garfield, Lana Turner, Cecil Kellaway, Hume Cronyn, Leon Ames y Audrey Totter.
Es la primera adaptación cinematográfica estadounidense de la novela; las dos anteriores fueron la francesa Le dernier tournant, de 1939, y la italiana Obsesión, de 1943. En 1981 se haría otra adaptación homónima estadounidense, esta vez con los actores Jack Nicholson y Jessica Lange como protagonistas.

## Enlaces externos

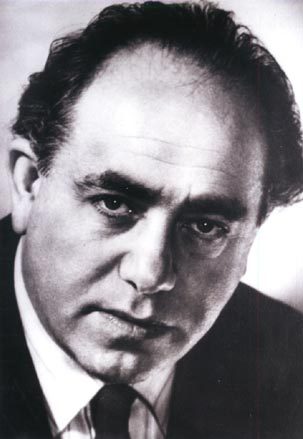
Erich Zeisl.

## Sinopsis
Frank Chambers (John Garfield), un joven vagabundo, encuentra trabajo en un restaurante de carretera (diner) regentado por el dueño Nick Smith (Cecil Kellaway) y su joven esposa Cora (Lana Turner). Pronto Frank y Cora empiezan a tener un romance furtivo y planean escapar, pero fracasan en el intento. Entonces, Cora le sugiere a Frank asesinar a su marido con el fin de seguir con su relación y mantener el negocio.

## Reparto
- John Garfield - Frank Chambers
- Lana Turner - Cora Smith
- Cecil Kellaway - Nick Smith
- Hume Cronyn - Arthur Keats
- Leon Ames - Kyle Sackett
- Audrey Totter - Madge Gorland

## Lafemme fatalede Garnett
En esta película hay una figura muy importante y determinante en la historia: la mujer fatal, directamente ligada al personaje de Cora.
En el cine, más concretamente el cine negro, la mujer fatal representa un arquetipo femenino caracterizado por una mujer altamente seductora y atractiva, al tiempo que malvada, perversa y destructiva, que hace uso de la sexualidad para seducir al héroe y conducirlo a un “callejón sin salida”. Además, este personaje siempre va más allá y recurre también a la manipulación y los juegos sentimentales para dominar al hombre a través de las emociones y así conseguir lo que ella quiere.
En este caso, la mujer fatal es presentada como una mujer ambiciosa e inconformista con clase, elegancia y glamur, además de muy sensual, siempre bien vestida, toda de blanco, desencajando con su entorno. A lo largo de la película, este personaje hace uso del victimismo, el dramatismo y el sentimentalismo para manipular a Frank y convencerle para que mate a Nick. Quiere conseguir que Frank enfatice con ella, busca su piedad, transmitiendo lástima y reafirmando constantemente su amor, incluso recurriendo al suicidio. Estas estrategias de la mujer fatal son perceptibles ya desde un principio, cuando, al primer encuentro entre ella y Frank, Cora deja caer al suelo un pintalabios para llamar la atención de él y con gran sensualidad, cautivarlo.
De este modo, la mujer fatal va manipulando poco a poco a Frank hasta conseguir lo que se ha propuesto: matar a su marido y quedarse con el negocio del restaurante para llevarlo a su manera, tomando sus propias decisiones, y teniendo así el dinero, el poder y la propiedad que siempre había deseado.

## Producción
Cuando se publicó la novela de James M. Cain, las productoras Warner Bros y Columbia Pictures mostraron interés en la propiedad de la historia  y en filmar la película, pero Warner finalmente la rechazó por miedo a que el filme pudiera ser censurado debido a los temas que se trataban. Finalmente la MGM (Metro-Goldwyn-Mayer) compró los derechos de esta para realizar una versión cinematográfica. Aun así, no siguieron con el proyecto debido a que el Código Hays inició a aplicarse estrictamente justo en el tiempo en que la MGM compró los derechos. Por eso, la película se siguió rodando en el 1944.[cita requerida]

## Rodaje
El director de la película El cartero siempre llama dos veces (1946), Tay Garnett, pretendía filmar en diferentes lugares y escenarios reales para su filme, cosa rara para la MGM (productora de la película) en aquella època. Para rodar las escenas de amor junto al mar, Garnett junto a los actores del reparto se dirigieron a Laguna Beach, donde debido a la niebla no pudieron rodar. Entonces se fueron a San Clemente para buscar cielos más despejados, solo para que la niebla también entrara. Gracias a la notícia de que la niebla se había disipado en Laguna Beach, se redirigieron allí, pero la neblina acechó de nuevo. A causa de esto, Garnett, quien anteriormente había tenido problemas con la bebida, se cayó en el vagón y se quedó en su habitación con la finalidad de que nadie le dijese que parase de beber. Por eso, los protagonistas de la película, John Garfield y Lana Turner fueron a visitarle y a convencerle de que volviera al rodaje. Garfield no lo consiguió, pero Turner consiguió que Garnett volviera a Los Ángeles para recibir tratamiento. Al cabo de una semana, la niebla se marchó y volvieron a rodar.[cita requerida]
Entre Garfield y Turner la tensión sexual no era simplemente actuada, sino también en la vida real, pues tuvieron un breve romance. Sherman (amigo de John Garfield) confirmó que Lana fue la única coprotagonista por la que Garfield sintió atracción. Aun así, finalmente, después de su primera y única cita de los protagonistas, se dieron cuenta de que en realidad no había química sexual, simplemente era actuación, por eso decidieron seguir siendo amigos.[cita requerida]

## Recepción
La película resultó ser un gran éxito. Ganó  $ 3,741,000 en Estados Unidos y Canadá y en otros lugares $ 1,345,000. 

## Otras adaptaciones
A partir de la novela americana de James M. Cain se hicieron diferentes adaptaciones de la historia de El cartero siempre llama dos veces,
- Le dernier tournant (1939), Pierre Chenal
- Obsesión (película de 1943), Luchino Visconti
- Cronaca di un amore (1950), Michelangelo Antonioni
- Porto das Caixas (1962), Paulo Cesar Sarraceni
- El cartero siempre llama dos veces (película de 1981), Bob Rafelson
- El cartero siempre llama dos veces (opera de 1981)
- Szenvedély (película húngara, 1997), Fehér György
- Jerichow (película alemana, 2008), Christian Petzold